# (35341) 1997 GT22
1997 GT22 (asteroide 35341) é um asteroide da cintura principal. Possui uma excentricidade de 0.07659150 e uma inclinação de 10.77333º.
Este asteroide foi descoberto no dia 6 de abril de 1997 por LINEAR em Socorro.